# Hector de Beaufort
Hector Willem Livius de Beaufort (Cannes, 23 januari 1880 - Driebergen-Rijsenburg, huis Leeuwenburg 26 juni 1953), was burgemeester van Driebergen en Rijsenburg en lid van Provinciale en Gedeputeerde Staten van Utrecht.
Jonkheer Mr. Hector Willem de Beaufort was de zoon van Willem Hendrik de Beaufort en diens eerste echtgenote jkvr. Baudina Lucia Ebella van Sminia (1844-1891). Hij huwde op 23 juli 1924 in De Bilt Walravinne Machteld barones van Boetzelaar, vrouwe van Leyenburg (1889-1979) en kreeg met haar twee zoons. 
Na zijn rechtenstudie werd De Beaufort 1n 1910 burgemeester van Driebergen en Rijsenburg en vervulde die functie tot 1925. In 1924 werd hij lid van Provinciale Staten van Utrecht en was van 1925 tot 1939 gedeputeerde van die provincie.
De Beaufort was tevens hoogheemraad van Lekdijk Bovendams en tot 1925 voorzitter van de waterschappen Driebergen en Langbroek.
Hij overleed op 73-jarige leeftijd in huis Leeuwenburg te Driebergen-Rijsenburg.